# Zdenka Šilhavá
Zdeňka Bartoňová-Šilhavá (née le 15 juin 1954 à Krnov) est une athlète tchèque, spécialiste du lancer du disque et du lancer du poids. 

## Biographie
Le 26 août 1984, à Nitra, Zdenka Šilhavá améliore le record du monde du lancer du disque de l'Est-allemande Irina Meszynski en établissant la marque de 74,56 m. Ce record est battu en 1988 par l'Est-allemande Gabriele Reinsch.

### Palmarès
| Date | Compétition                    | Lieu     | Résultat | Discipline       | Performance |
| ---- | ------------------------------ | -------- | -------- | ---------------- | ----------- |
| 1982 | Championnats d'Europe          | Athènes  | 9e       | Lancer du poids  | 18,46 m     |
| 1982 | Championnats d'Europe          | Athènes  | 13e      | Lancer du disque | 56,16 m     |
| 1983 | Championnats d'Europe en salle | Budapest | 3e       | Lancer du poids  | 19,56 m     |
| 1983 | Championnats du monde          | Helsinki | 6e       | Lancer du disque | 64,32 m     |
| 1983 | Championnats du monde          | Helsinki | 9e       | Lancer du poids  | 19.00 m     |
| 1987 | Coupe d'Europe des nations     | Prague   | 3e       | Lancer du disque | 65,04 m     |
| 1987 | Championnats du monde          | Rome     | 6e       | Lancer du disque | 64,82 m     |
| 1988 | Jeux olympiques                | Séoul    | 6e       | Lancer du disque | 67,84 m     |
| 1988 | Jeux olympiques                | Séoul    | 11e      | Lancer du poids  | 18,86 m     |
| 1994 | Championnats d'Europe          | Helsinki | 12e      | Lancer du disque | 55,04 m     |